# Pápai káplán

A pápai kápláni(Msgr. Monsignior) címer alapja

A pápai káplán egyike a ma is meglévő pápai kitüntetéseknek, melyet a Szentszék szolgálatában lévő, vagy, a megyéspüspök felterjesztése alapján más, arra érdemes katolikus papoknak adományozhatnak. Szerzetes papoknak nem adományozható.
VI. Pál pápa Pontificalis Domus kezdetű, 1968. március 28-án kiadott motu proprio rendelkezése megreformálta, leegyszerűsítette a pápai udvartartást, és az ehhez járó kitüntető címeket.
Ekkor a korábban meglévő számfeletti titkos kamarások a pápai káplánok (latin: Cappellanus Sanctitatis Suae; olasz: Cappellano di Sua Santità) közé soroltattak be. Ők az úgynevezett Pápai Család egyházi tagjai közé számítanak, ennek megfelelően a Pápai Kápolna tagjai is, így részt vehetnek a számukra meghatározott rendben a pápai szertartásokon.
A szentszéki Államtitkárság Ut sive sollicite kezdetű, 1969. március 31-iki Instrukciója szerint a pápai káplánokat is a monsignore titulus (használt rövidítések: mons., msgr. mgr.) illeti meg, hasonlóan az őket rangban megelőző pápai prelátusokhoz és apostoli protonotáriusokhoz, valamint egyes egyházi hivatalviselőkhöz és püspökökhöz. Ugyanezen rendelkezés szerint a pápai káplánok ünnepélyes öltözéke a lila szegélyű és lila gombos fekete reverenda lila övvel, amit liturgikus alkalmakkor karinggel együtt hordhatnak.
Az Államtitkárság 2001. május 13-án kelt Instrukciója szabályozta az egyházi kitüntetések kérvényezésének módját. Eszerint a pápai kápláni cím viseléséhez a betöltött 35 éves életkor és legalább 5 év papi szolgálat szükséges. Ezen túl a pápai káplánok, pápai prelátusok és apostoli protonotáriusok száma egy egyházmegye papságának 10%-át ne haladja meg. Az Államtitkárság 2014. január 7-én nyilvánosságra hozott rendelkezése ezt tovább szigorította: a nem szentszéki szolgálatban álló papok a továbbiakban csak pápai kápláni címet kaphatnak.